# Michael Huber (politik)
Michael Huber (11. září 1866 Gilgenberg am Weilhart – 25. června 1949 Geinberg) byl rakouský římskokatolický kněz a křesťansko sociální politik, na počátku 20. století poslanec Říšské rady, v poválečném období poslanec rakouské Národní rady.

## Biografie
Vychodil národní školu a gymnázium. Vystudoval teologicko-filozofický diecézní ústav. Roku 1890 byl vysvěcen na kněze. Působil jako kooperátor v Pischelsdorfu a Kreuzenu, pak coby provizor v Aschach an der Donau a St. Stefan, v letech 1905–1909 byl farářem v Mörschwangu a následně farářem a děkanem v Geinbergu. Angažoval se v Křesťansko sociální straně Rakouska. V letech 1909–1918 byl poslancem Hornorakouského zemského sněmu.
Na počátku 20. století se zapojil i do celostátní politiky. Ve volbách do Říšské rady roku 1911 získal mandát v Říšské radě (celostátní zákonodárný sbor) za obvod Horní Rakousy 8. Usedl do poslanecké frakce Křesťansko-sociální klub německých poslanců. Ve vídeňském parlamentu setrval až do zániku monarchie.Profesně byl k roku 1911 uváděn jako farář.
Po válce zasedal v letech 1918–1919 jako poslanec Provizorního národního shromáždění Německého Rakouska (Provisorische Nationalversammlung).